# La Mirada, Kalifornien
La Mirada är en stad (city) i Los Angeles County, i delstaten Kalifornien, USA. Enligt United States Census Bureau har staden en folkmängd på 48 859 invånare (2011) och en landarea på 20,3 km².